# Neufchateler Erinnerungsmedaille
Die Neufchateler Erinnerungsmedaille wurde am 18. Januar 1832 von König Friedrich Wilhelm III. von Preußen als souverainer Fürst von Neufchatel und Graf von Valangen für alle preußischen Kämpfer gegen die Rebellion in der Schweiz im Jahre 1831 und zum Andenken an die Befreiung Neufchateles gestiftet.
Die silberne Medaille (Diameter 24,6 mm) zeigt die Initialen des Stifters FG (Frederic Guillaume) unter der preußischen Königskrone und umlaufend die Inschrift FIDELITE AU DEVOIR ET A LA PATRIE. Rückseitig das Wappen Neufchatels von einem durch eine Schleife verbundenen Eichenlaub- und Lorbeerkranz umgeben.
Die Auszeichnung wurde an einem 30 mm breiten Band mit gelb, rot, weiß und schwarze Streifen auf der linken Brust getragen. Dieses seltene preußische Ehrenzeichen wurde 7.006 mal verliehen.